# Schiedeella pandurata
Schiedeella pandurata är en orkidéart som först beskrevs av Leslie Andrew Garay, och fick sitt nu gällande namn av Mario Adolfo Espejo Serna och López-ferr. Schiedeella pandurata ingår i släktet Schiedeella och familjen orkidéer. Inga underarter finns listade i Catalogue of Life.